# Loughmacrory
Die Megalithanlagen von Loughmacrory (irisch Loch Mhic Ruairí, einem Ortsteil von Milltown) liegen bei An Creggan, etwa 13,5 km östlich von Omagh im County Tyrone in Nordirland. Die nach dem nahen See (Lough) benannten drei Anlagen entstanden zwischen 3000 und 2000 v. Chr. Wedge Tombs (deutsch „Keilgräber“), früher auch „wedge-shaped gallery grave“ genannt, sind doppelwandige, ganglose, mehrheitlich ungegliederte Megalithbauten der späten Jungsteinzeit und der frühen Bronzezeit.

## Wedge Tombs
Loughmacrory III (lokal als „Dermot and Grania’s Bed“ bekannt) ist eine Südwest-Nordost-orientierte, etwa 11,4 m lange und an der Front etwa 5,9 m breite und 1,3 m hohe Struktur. Die Breite am Ende beträgt etwa 3,1 m bei einer Höhe von 1,75 m. Es hat vier flache Decksteine, jeweils etwa 2,0 m × 1,5 m bei maximal 50 cm Dicke. Die Vorkammer ist etwa 2,4 m und die Hauptkammer etwa 5,0 m lang. Die Lücke zwischen der Kammerwand und den Randsteinen ist mit Steinmaterial angefüllt. Ansonsten ist der Steinhügel abgetragen. Von den Tragsteinen der Vorkammer und der Kammer sind 16, von den Randsteinen des Hügels sind 23 erhalten, fünf bis sechs fehlen. Loughmacrory liegt auf der Spitze eines Hügels. In Irland sind Feen (the Sidhe), eine Rasse aus der Anderswelt, deren Name übersetzt „die Menschen in den Hügel“ bedeutet. Orte wie Loughmacrory Hill gelten als Tore in die Anderswelt. Der alte Weißdorn (Crataegus; in Irland auch Fairy Tree, also „Feenbaum“ genannt) ist einer der 5 bekannten heiligen und magischen Bäume Nordirlands.
(54° 38′ 36,5″ N, 7° 5′ 32,7″ W)
Das Grab hat im Südwesten ein geteiltes Portal, was ein Merkmal der Wedge Tombs in diesem Bereich ist (Cashelbane). In der Grabkammer wurden die Überreste von sechs Menschen gefunden. In der Mitte des Wedge Tomb wächst ein alter Weißdorn (Crataegus) (in Irland auch Fairy Tree, also „Feenbaum“ genannt). Fairy Trees sind an den Straßenrändern und vor allem an der Kreuzung der Straßen in Irland häufig. Normalerweise sind sie aber knorrige alte Büsche.
Loughmacrory I ist ein stark zerstörtes Wedge Tomb.
(54° 38′ 16,2″ N, 7° 6′ 9″ W)

## Court Tomb

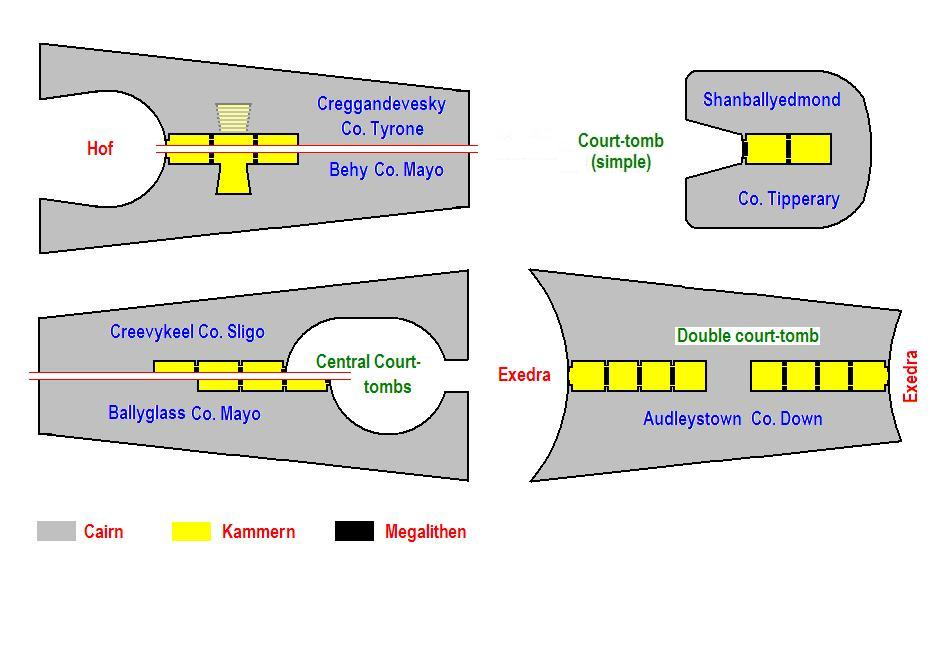
Formen von Court Tombs

(54° 38′ 15,3″ N, 7° 5′ 42,7″ W)
600 m südlich des Wedge Tombs liegt das Court Tomb von Loughmacrory (auch Loughmacrory II genannt). Es ist etwa 30,0 m lang und am westlichen Ende zehn und im Osten zwölf Meter breit. Die maximale Höhe des Cairn beträgt etwa zwei Meter. Der etwa fünf Meter tiefe und 4,5 m breite Hof liegt im Osten. Es gibt zwei Portalsteine, die den Zugang zur Galerie definieren, während die Anzahl und Anordnung der Kammern unklar ist. Die Galerie erstreckt sich nicht bis zum westlichen Ende des Cairns. Es ist jedoch möglich, dass die letzten fünf Meter des Cairn von einer seitlichen Kammer belegt waren. Das Court Tomb von Loughmacrory wird auf der Karte als „Long Cairn“ bezeichnet.
Court Tombs gehören zu den megalithischen Kammergräbern (englisch chambered tombs) der Insel. Sie werden mit etwa 400 Exemplaren nahezu ausschließlich in Ulster im Norden von Irland beziehungsweise in Nordirland gefunden.
Etwa einen Kilometer entfernt liegt das Portal Tomb von Altdrumman.